# Essendilène

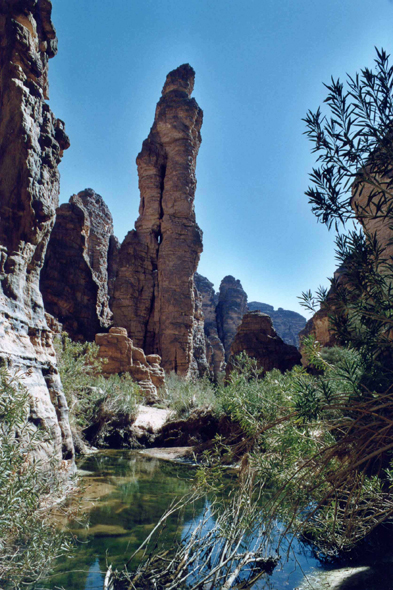
L'aiguille d'Essendilène.

Essendilène est une oasis aujourd'hui inhabitée du Sahara algérien, située dans un canyon du Tassili n'Ajjer, à environ 100 km au nord-ouest de Djanet.
À l'époque coloniale française, un petit fort militaire y a été construit à l'entrée du canyon. Il a servi de base au roman de Roger Frison-Roche, Le rendez-vous d'Essendilène (1954). Le bâtiment désaffecté existe toujours.
Essendilène appartient au parc culturel du Tassili, le plus grand des parcs nationaux algériens, et constitue un haut lieu du tourisme saharien.